# Pamphilia vilcabambae
Espèce
Statut de conservation UICN

 VU B1+2c : Vulnérable
Pamphilia vilcabambae est une espèce de plantes à fleurs de la famille des Styracaceae.
Selon Plants of the World Online, le genre Pamphilia est un synonyme de Styrax et le nom d'espèce est un synonyme de Styrax vilcabambae (D.R.Simpson) B.Walln.
L'espèce est originaire du Pérou.

## Publication originale
- Phytologia 30: 315. 1975.